# Великораковецька сільська рада
Великораковецька сільська рада — колишній орган місцевого самоврядування у Іршавському районі Закарпатської області з адміністративним центром у с. Великий Раковець.
Розташована в підніжжі гори Китиця.

## Населені пункти
Сільській раді були підпорядковані населені пункти:
- с. Великий Раковець (13455 чол.)
- с. Заболотне (2079 чол.)

## Склад ради
Рада складалася з 109 депутатів та голови.

## Керівний склад сільської ради
| ПІБ                      | Основні відомості                                                 | Дата обрання | Дата звільнення |
| ------------------------ | ----------------------------------------------------------------- | ------------ | --------------- |
| Худа Андрій Васильович   | Сільський голова, 1954 року народження, освіта, безпартійний      | 26.03.2006   | 28.04.2020      |
| Поп Андрій Олександрович | Сільський голова, 1980 року народження, освіта вища, безпартійний | 28.04.2020   |                 |

Примітка: таблиця складена за даними джерела

## Корисні копалини
Розвідані поклади туфу та андезту, глина для виготовлення цегли і черепиці, вулканічна тверда речовина обсидіан.

## Відомі люди
- Мейгеш Ю. В.(1925 р.н.) — письменник
- Мельник І. В. (1920 р.н). — поет
- Копинець П. М. (1933 р.н.) — композитор
- Копинець А. М. (1931 р.н.) — письменник
- Білогорка І. (1974 р.н.) — вчений
- Марущинець М. В. (1930 р.н.) — художник
- Пагайда І. І. (1948 р.н.) — кандидат хімічних наук
- Попович В. Г. — кандидат с/г наук

## Населення
Згідно з переписом УРСР 1989 року чисельність наявного населення сільської ради становила 5020 осіб, з яких 2407 чоловіків та 2613 жінок.
За переписом населення України 2001 року в сільській раді мешкали 5342 особи.

### Мова
Розподіл населення за рідною мовою за даними перепису 2001 року:
| Мова       | Відсоток |
| ---------- | -------- |
| українська | 99,31 %  |
| російська  | 0,60 %   |
| білоруська | 0,02 %   |
| молдовська | 0,02 %   |
| німецька   | 0,02 %   |
| румунська  | 0,02 %   |